# Окситетрабромид рения
Окситетрабромид рения — неорганическое соединение, оксосоль металла рения и бромистоводородной кислоты с формулой ReOBr4,
синие кристаллы,
реагирует с водой.

## Получение
- Действие паров брома на нагретый оксид рения(IV):

{\displaystyle {\mathsf {2ReO_{2}+4Br_{2}\ {\xrightarrow {T}}\ 2ReOBr_{4}+O_{2}}}}

## Физические свойства
Окситетрабромид рения образует синие кристаллы.

## Химические свойства
- Разлагается при нагревании:

{\displaystyle {\mathsf {2ReOBr_{4}\ {\xrightarrow {80^{o}C}}\ 2ReBr_{3}+Br_{2}+O_{2}}}}
- Реагирует с водой:

{\displaystyle {\mathsf {3ReOBr_{4}+7H_{2}O\ {\xrightarrow {}}\ 2HReO_{4}+ReO_{2}+12HBr}}}